# Фокино (Приморски край)
Вижте пояснителната страница за други значения на Фокино.
Фокино е затворен град в Приморски край, Русия, разположен на брега на залива Петър Велики между Владивосток и Находка.
Затворен град е защото там е базиран руският Тихоокеански флот. Чужденците трябва да имат специално разрешение, за да посетят града.
Островите в близост до Фокино са отворени за посещения от туристи. Остров Путятин е посещаван всяка година от хиляди туристи. Той е атрактивен заради специфичната си флора и фауна и хубавите подводни пейзажи около острова.
Населението на Фокино към 1 януари 2018 г. е 23 077 души по преброяване от 2002 г. Телефонният код на Фокино е 42 – 339.